# Pustowo (Sławoborze)
Pustowo (deutsch Wedderwill) ist ein Wohnplatz bei Mysłowice (Moitzelfitz) in der Woiwodschaft Westpommern in Polen.

## Geographische Lage
Der Ort liegt in Hinterpommern etwa 35 Kilometer südlich von Kołobrzeg (Kolberg) an einer Landstraße zwischen Mysłowice (Moitzelfitz) im Norden und Słowieńsko (Schlenzig) im Süden.

## Geschichte
Der Ort wurde am Anfang des 19. Jahrhunderts als Vorwerk des Rittergutes in Moitzelfitz gegründet, anfangs kam auch die hochdeutsche Ortsbezeichnung Widerwille vor. Um 1890 wurde das Vorwerk vom Rittergut Moitzelfitz gelöst und an den Gutsbesitzer von Schlenzig, H. Gottschalk, verkauft. Er und dessen Erben bewirtschafteten es bis 1945 als ein Vorwerk von Schlenzig.
Wedderwill gehörte zunächst zum Gutsbezirk Moitzelfitz und kam nach dessen Auflösung, in der Zeit zu Beginn des Ersten Weltkriegs, zur Landgemeinde Moitzelfitz. Mit Moitzelfitz gehörte es bis 1945 zum Kreis Kolberg-Körlin in der preußischen Provinz Pommern.
Nach dem Zweiten Weltkrieg kam Wedderwill, wie ganz Hinterpommern, an Polen. Die Bevölkerung wurde vertrieben und durch Polen ersetzt. Der polnische Staat gab dem Ort den Namen Pustowo.

## Entwicklung der Einwohnerzahlen
- 1816: 18[1]
- 1864: 28[1]
- 1871: 18[1]
- 1885: 15[1]
- 1895: 14[1]
- 1905: 7[1]
- 1937: 9 (ohne Kinder)[1]

## Verwaltungsstruktur
Pustowo liegt in der Gmina Sławoborze (Landgemeinde Stolzenberg) im Powiat Świdwiński (Schivelbeiner Kreis) der Woiwodschaft Westpommern.